# Asplenium recoderi
Asplenium recoderi là một loài dương xỉ trong họ Aspleniaceae. Loài này được Aizpuru & Catalán mô tả khoa học đầu tiên.
Danh pháp khoa học của loài này chưa được làm sáng tỏ. 